# Ваймужский
Ва́ймужский — посёлок в Холмогорском районе Архангельской области. Входит в состав муниципального образования (сельского поселения) «Емецкое».

## География
Посёлок находится на берегу реки Ваймуга (левый приток реки Емца), чуть ниже устья реки Нижний Миглас. Ниже по течению находится деревня Пермилово (нежил.). От Ваймуги посёлок и получил своё название.

## Население
| 2002 | 2010 | 2012 |
| ---- | ---- | ---- |
| 174  | ↘67  | ↗117 |

Численность населения посёлка, по данным Всероссийской переписи населения 2010 года, составляла 67 человек.

## Экономика
Пока существовал лесопункт (ЛП «Ваймуга»), в посёлке была своя пекарня, школа, детсад. Два раза в неделю ходил автобус из районного центра, села Емецк. Ныне Ваймужский пришёл в запустение. 

### Законодательство
- Областной закон «О статусе и границах территорий муниципальных образований в Архангельской области» (текущая редакция от 15.02.2010, возможность просмотра всех промежуточных редакций), (первоначальная редакция от 2004 года)

### Карты
- P-37-23,24. Емецк
- Ваймужский на карте Wikimapia
- Ваймужский на сайте Космоснимки
- Посёлок Ваймужский. Публичная кадастровая карта